# Schloss Aub

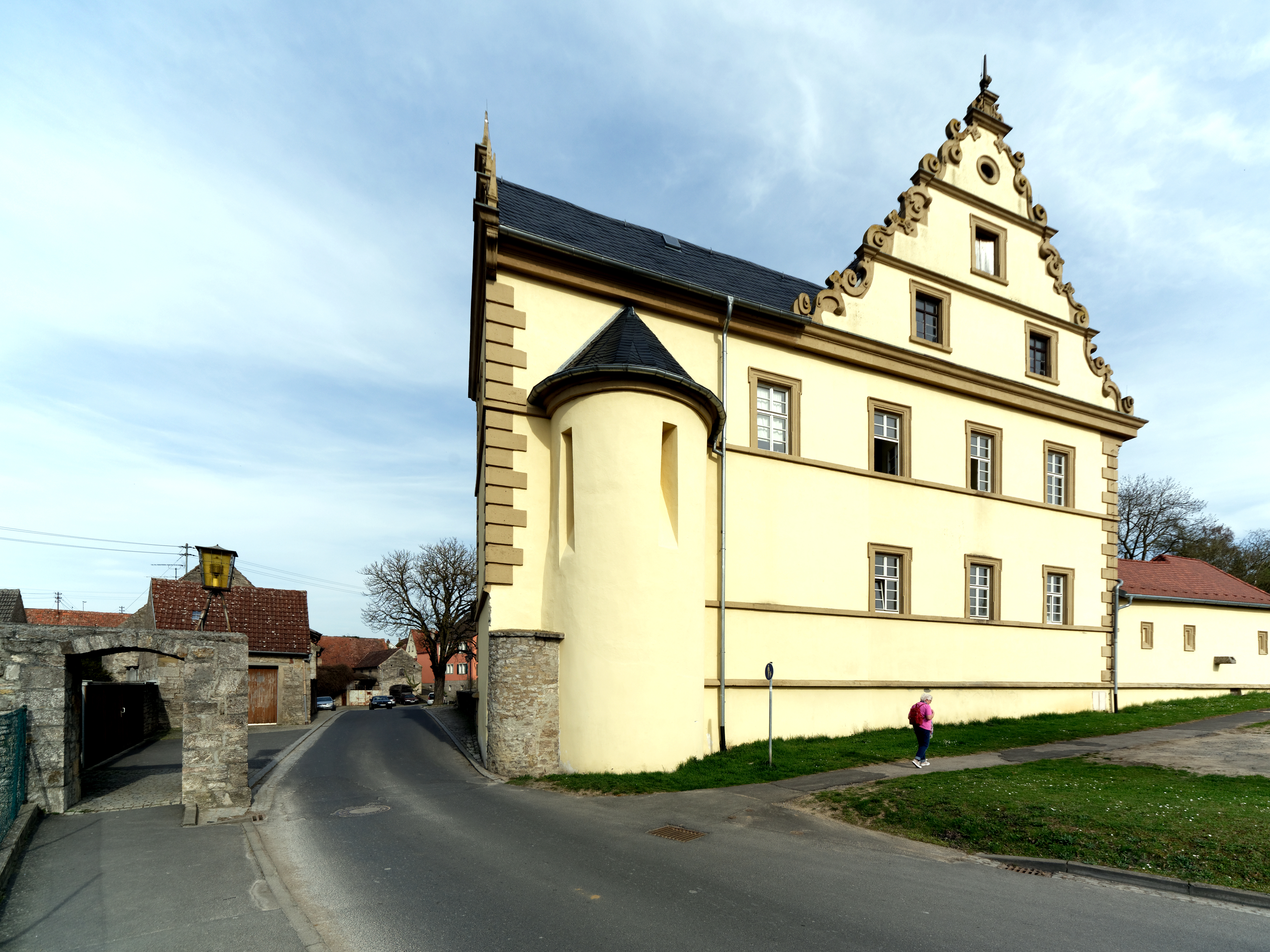
Ansicht des Schlosses

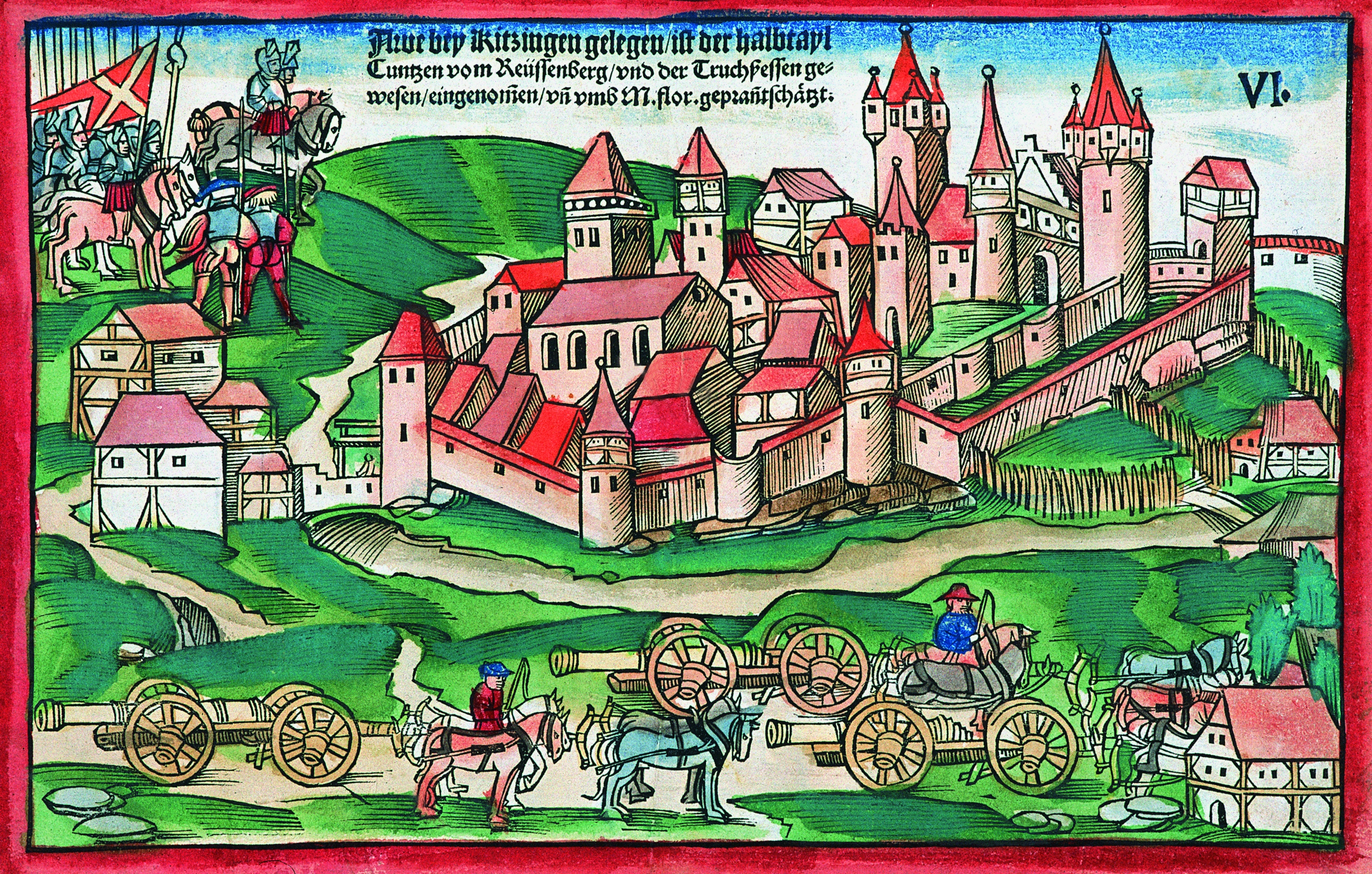
Holzschnitt von 1523, das Schloss als Teil der Stadtbefestigung

Schloss Aub ist ein Schloss in der Stadt Aub im unterfränkischen Landkreis Würzburg (Bayern).

## Lage

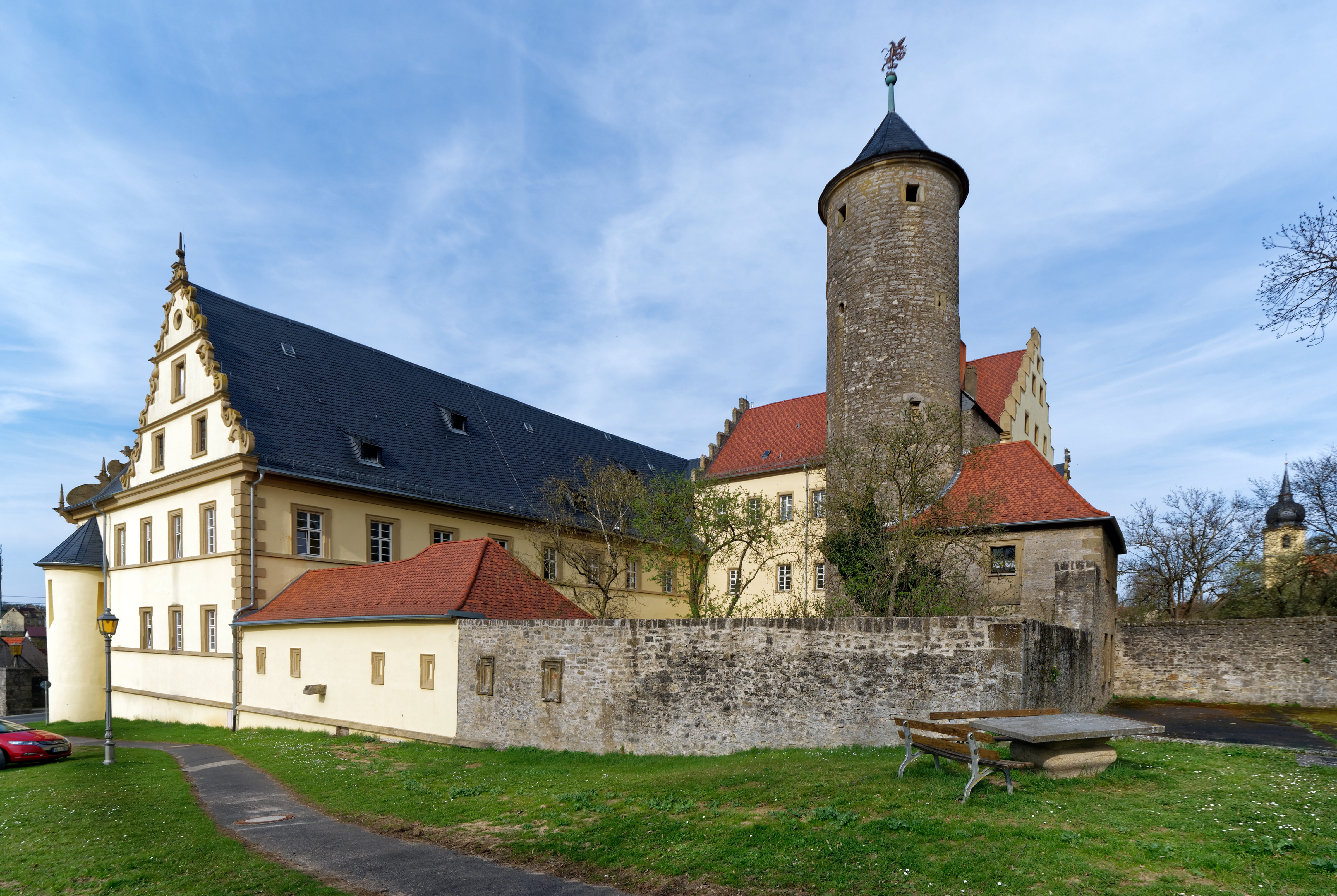
Bergfried und Schloss Aub.

Das Schloss befindet sich in der südwestlichsten Ecke der Stadt und nimmt die höchste Lage ein. Es ist eingebunden in die Stadtbefestigung. 

## Geschichte
Aus dem 13. Jahrhundert stammende Teile der romanischen Burg der Hohenloher, die bis zur Grabensohle des an der Nordseite noch heute existierenden Burggrabens reichten, sind die letzten Überbleibsel der ursprünglichen Burg. Sie sind aber von außen nicht mehr erkennbar. In einer Verpfändungsurkunde des Jahres 1369 von Gerlach von Hohenlohe an die Rothenburger Bürger Holtschuher und Goltsmit wird die „Veste in Awe“ derer von Hohenlohe zum ersten Mal schriftlich erwähnt. 
Der älteste noch heute sichtbare Teil des Schlosses besteht aus Resten der späteren Burg mit Burghaus und Bergfried, die auf den Truchseß von Baldersheim zurückgehen. der bei den von Hohenlohe das Hofamt des Truchsess (lateinisch dapifer) innehatte, also für Verwaltungsarbeiten, Hauswirtschaft, Speisen und Getränke verantwortlich war. In den Kellergewölben des Schlosses und des Spitals lag früher der Zehntwein, den die einstigen Winzer des Gollachtals abliefern mussten. Mehrere der zahlreichen Auber Gasthöfe besaßen früher die sogenannte Braugerechtsame.
Die etymologische Bedeutung des Wortes Truchsess rührt daher, dass er dem Tross vorsaß. Truchsess hat also in etwa die Bedeutung Vorsitzender des Gefolges. Die abgebildete Darstellung von Stadt und Schloss ist ein Wandereisen-Holzschnitt von 1523. Die Stadt wurde vom Schwäbischen Bund angegriffen und geschatzt, da Angehörige der ansässigen Familie von Rosenberg mit dem Raubritter Thomas von Absberg gemeinsame Sache machten. 
1436, als nach drei Jahrzehnten Bauzeit die Auber Wehrmauer mit ihren damals 15 Türmen fertig war, wurde der Besitz des Auber Stadtgebiets aufgeteilt. Das Schloss bildete seitdem, zusammen mit dem gegenüberliegenden Zehnthof, wo die Bauern ihre Getreideabgaben abliefern mussten (heute in Privatbesitz, erkennbar am hohen Torbogen der Hofeinfahrt), und den übrigen Häusern zwischen oberer Marktzeile und der heutigen Johannes-Böhm-Straße das Truchsessviertel.
Schloss Aub war eine Ganerbenburg und das Auber Stadtgebiet gehörte nach dem Aussterben der Hohenloher (um 1390) zur Hälfte den Weinsbergern, zu einem Viertel den Truchsessen und zu einem Viertel den Rosenbergern. Durch das Aussterben derer von Weinsberg (zwischen 1507 und 1521), später der Truchseß (1602) und schließlich der Rosenberg (1632) fiel der Auber Besitz Stück für Stück an das Hochstift Würzburg. Fürstbischof Julius Echter von Mespelbrunn renovierte im Zuge der Gegenreformation das Schloss zusammen mit Spital und Stadtkirche, baute es im Stil der Spätrenaissance zum Sitz des Amtes Aub aus und machte es zu einem seiner Jagdschlösser, das auch von den späteren Fürstbischöfen Würzburgs genutzt wurde. Auf dem Bergfried befindet sich als Wetterhahn ein Greif, der das Wappen des Fürstbischofs Johann Philipp von Greiffenclau trägt. Es ist dasselbe Wappen, das auch über dem Eingang des Hauses Nr. 16 in der Mühlstraße am Fuße der Mangsteige prangt.